# Ana, la de la Isla
Ana, la de la Isla es una novela escrita por Lucy Maud Montgomery, sobre la vida de Ana Shirley.
Es la continuación de las historias de Ana y el tercer libro de la serie Ana de las Tejas Verdes. Ana, por fin asiste a la universidad Redmond en Kingsport, donde estudia para obtener su diplomatura. El libro está dedicado por L. M. Montgomery "A todas las jóvenes del mundo que han «querido algo más» sobre Ana."

## Argumento
Ana abandona su trabajo como maestra y su familia en Avonlea, para asistir a la universidad Redmond durante cuatro años. Al principio vive en una pensión, pero más tarde alquila una casa, Patty's Place, junto con algunas viejas amigas de su estancia en la Academia de la Reina, Priscilla y Stella, su nueva amiga Philippa (Phil) y la tía de Stella Jamesina, quien cuida de la casa por las chicas. Además también viven con ellas tres gatos, Rusty, Joseph y Sarah.
Las pruebas y aventuras de Ana en esta nueva etapa, incluyen ser acechada y perseguida por un gato al que casi practica la eutanasia pero acaba adoptando, cómicas proposiciones de matrimonio, como la del hermano de Jane Andrews o la de Charlie Sloane, y visitar la casa de sus padres donde ella nació.
Un día en Patty's Place, Gilbert por fin se atreve a declararse, sin embargo Ana le rechaza diciéndole que no le ama y que nunca podrá amarle de esa manera, pero que quiere que sigan siendo amigos. Gilbert le responde que su amistad nunca será suficiente y se marcha diciéndole que se había engañado creyendo que a ella le importaba. Cuando Ana le cuenta a Phil lo sucedido, su amiga le responde que está cegada por los ideales y es incapaz de reconocer el verdadero amor.
Desde entonces Ana y Gilbert se distancian, actuando como desconocidos cada vez que se ven. Gilbert se centra con fuerza en sus estudios, poniéndose pálido y perdiendo peso, mientras Ana intenta olvidar la pérdida de su amistad.
Mientras tanto en Avonlea, la mejor amiga de Ana, Diana Barry, se casa con Fred Whright y Jane Andrews con un maduro millonario de Winnipeg. Nuevos retoños llegarán a Avonlea y otras vidas se irán. Lo que obliga a Ana a reflexionar sobre su creencias en el cielo y la vida después de la muerte. 
Finalmente el Príncipe encantado con el que siempre soñó aparecerá en su vida, pero puede que Ana descubra que su ideal amoroso, no representa lo que realmente ella quiere, descubriendo que tal vez haya perdido para siempre a su verdadero amor y la oportunidad de ser feliz.
- Datos: Q1352419
- Multimedia: Anne of the Island / Q1352419